# ディズニー・グランド・フロリディアン・リゾート&スパ
ディズニー・グランド・フロリディアン・リゾート&スパ（Disney's Grand Floridian Resort & Spa）は、アメリカのフロリダ州、ウォルト・ディズニー・ワールド・リゾートにあるディズニーホテル。
19世紀のフロリダに多くあった、リゾートホテルをイメージして造られている。ホテル内には、モノレール駅やボート乗り場もある

## 客室

### 客室設備
- ボイスメール
- ヘアードライヤー
- テレビ
- AM/FMラジオ
- 目覚まし時計
- ディズニーチャンネル
- 冷蔵庫
- コーヒーメーカー
- アイロン/アイロン台
- セーフティボックス
- 高速インターネット・アクセス

### アメニティ
- シャンプー・コンディショナー
- ローション
- 石鹸
- 洗顔石鹸
- シャワーキャップ
- バスローブ

### 面積
- 41㎡〜

## 施設

### 飲食施設
1900パークフェア
ビュッフェレストラン。キャラクター・ダイニング。
シトリコス
地中海料理の店。
ガーデンビュー・ラウンジ
ラウンジ。
ギャスパリラ・グリル＆ゲーム
セルフサービス・レストラン。24時間営業。
グランド・フロリディアン・カフェ
カジュアルレストラン。
ミズナーズ・ラウンジ
図書館風のラウンジ。
シトリコス・ラウンジ
ラウンジ。
ナクージーズ
シーフード・ステーキレストラン。
ビクトリア&アルバート
リゾート内最高級レストラン。

### 商業施設
コマンダー・ポーターズ
ファッション（男性向け）。
M．マウス・マーカンタイル
キャラクターグッズ。
サンディーコーブ
ロゴグッズ、日用品。
サマーレース
ファッション（女性向け）。
ベイシン・ホワイト
石鹸、バス用具、香水など。
プールサイド・カバナ
プール・ビーチ用品
ヘアー・ラップ
ビーズ・チャーム

### 娯楽施設
- プール
2カ所
- ビーチ
- マリーナ
- ジャグジー
- ゴルフ場
- マウスケティア・クラブ
キッズルーム
- テニスコート
2面
- ウォータースポーツ
ウォータージェットなど
- ゲームルーム
1カ所
- フィットネスルーム
- スパ
- サウナ
- ジョギング・コース

## パークへのアクセス
- マジック・キングダム モノレールで5分、ボートで10分
- ディズニー・アニマル・キングダム バスで20分
- ディズニー・ハリウッド・スタジオ バスで25分
- エプコット モノレールで20分